# Horus aux crocodiles

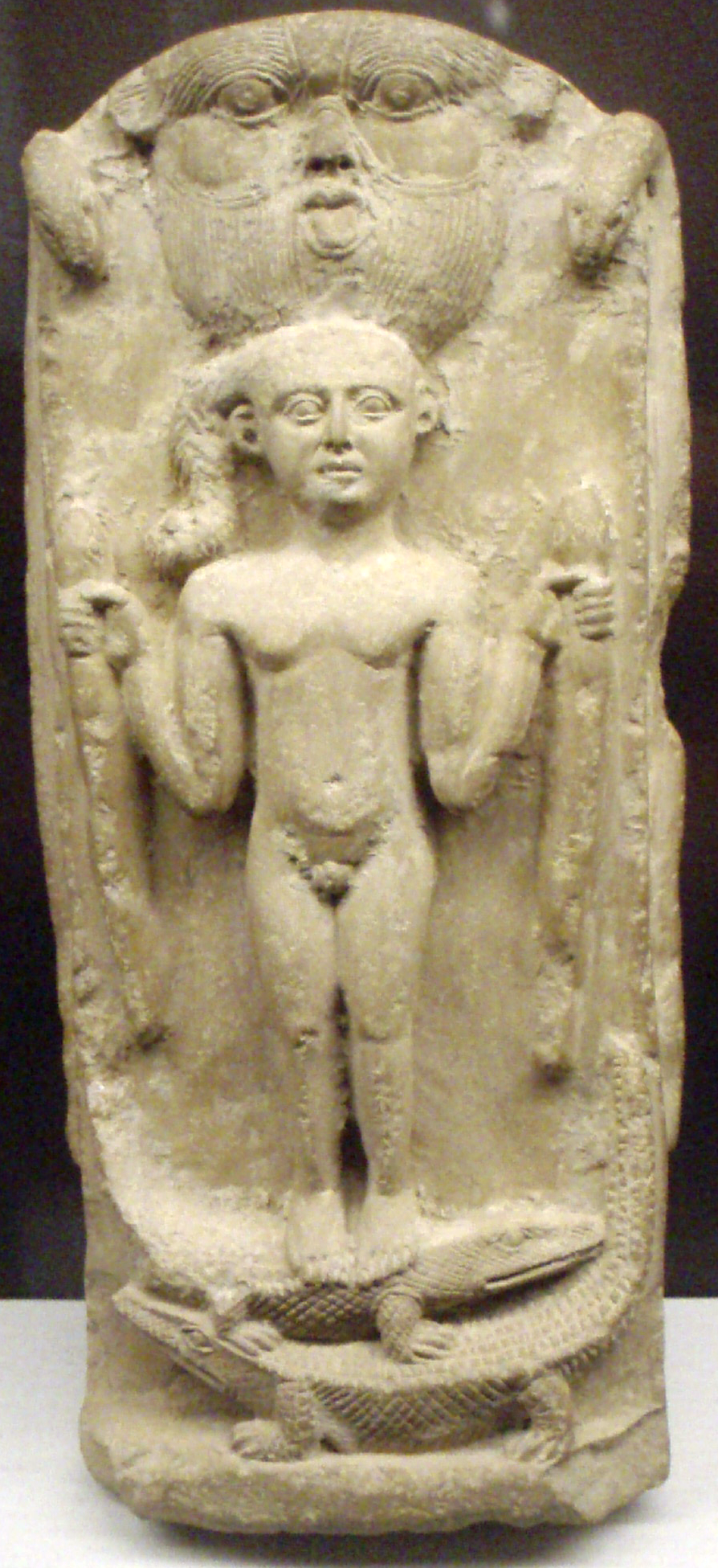
Horus aux crocodiles

L'Horus aux crocodiles (ou Horus cippus ou stèle d'Horus) est un groupe d'amulettes égyptiennes anciennes, ou statues de guérison, datant de la Troisième Période intermédiaire jusqu'à la fin de la dynastie ptolémaïque. Les spécimens les plus connus sont la Stèle de Metternich (MET Museum), la stèle de Banobal, la statue de guérison de Djedhor (Musée égyptien du Caire) et la statue de Prêtre de Bastet (Louvre)
L'Horus cippus prend généralement la forme d'une dalle de pierre représentant le dieu Horus sous la forme d'un enfant (Harpocrate) debout sur deux crocodiles et tenant d'autres animaux dangereux tels que des serpents et des scorpions. Dans les spécimens plus anciens, la tête du dieu protecteur Bès est représentée au-dessus de la figure de l'enfant, dépassant du corps de la cippa, qui devint plus tard une partie du cadre. Les stèles contiennent des hiéroglyphes avec des textes mythologiques et magiques récités dans le traitement des maladies et pour la protection contre les morsures, les piqûres ou les morsures. On pense que cette représentation suit le mythe d'Horus triomphant d'animaux dangereux dans les marais de Khemmis (Akhmîm).

## Galerie de représentations remarquables

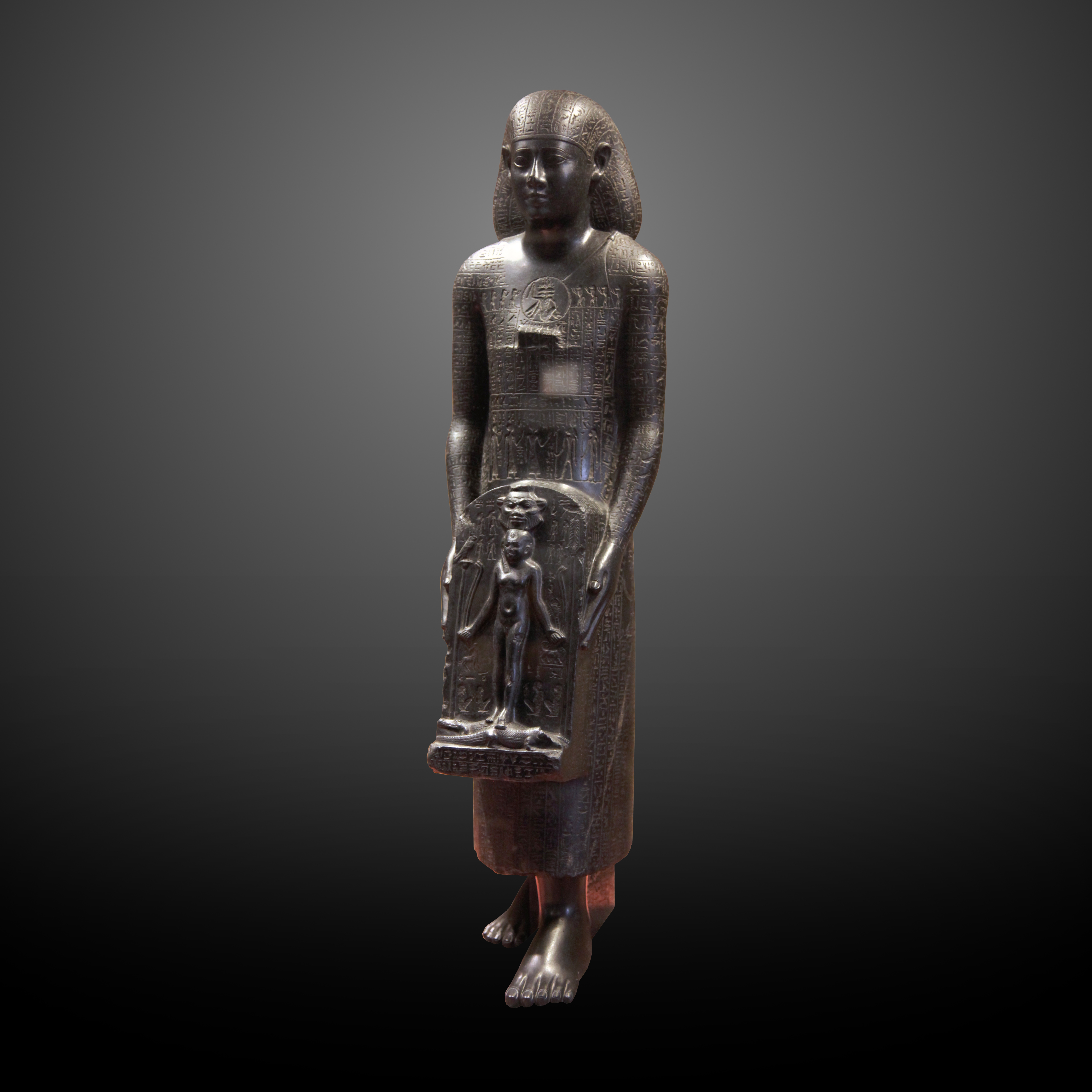
Prêtre de Bastet (Louvre)
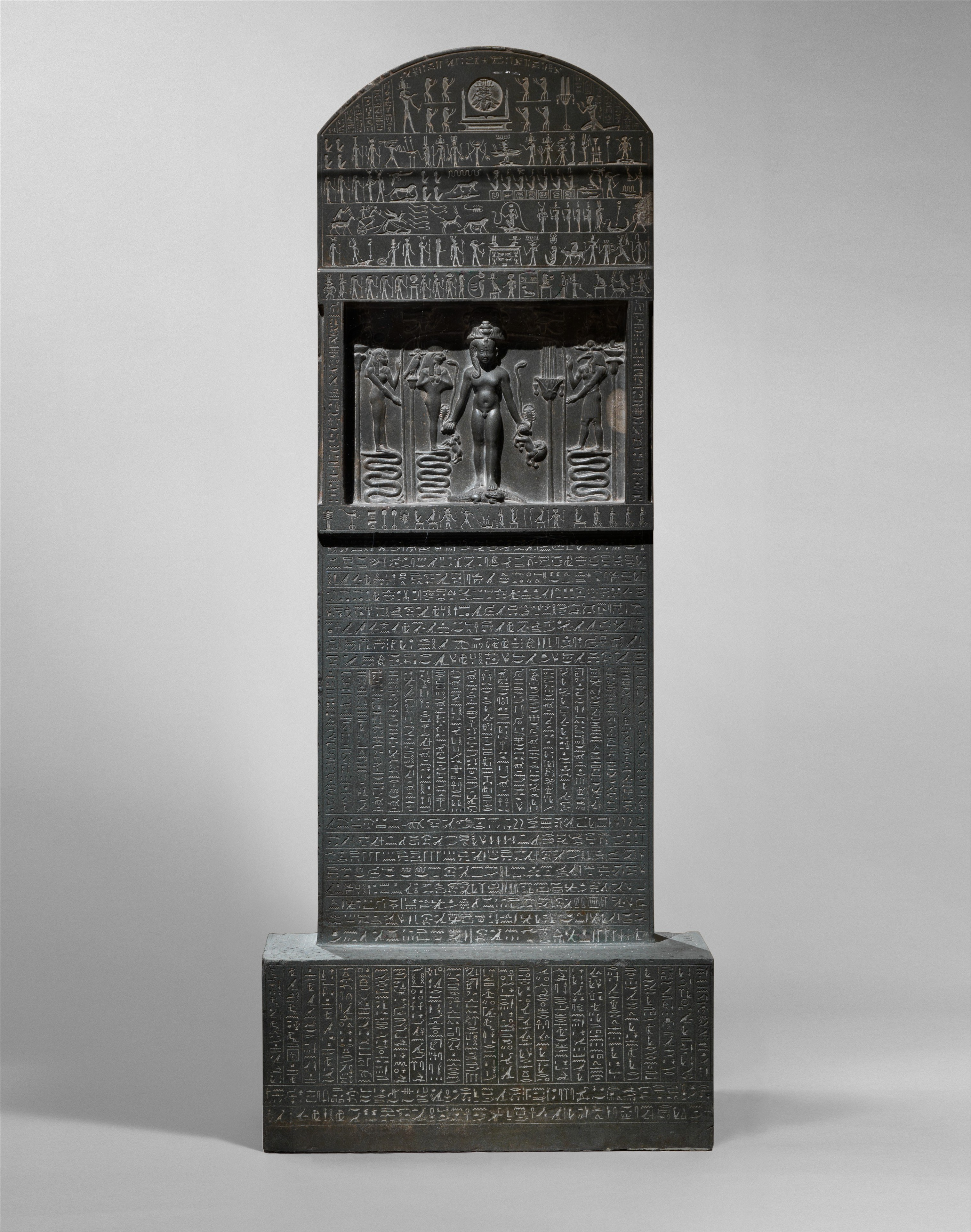
Stèle de Metternich (MET Museum)
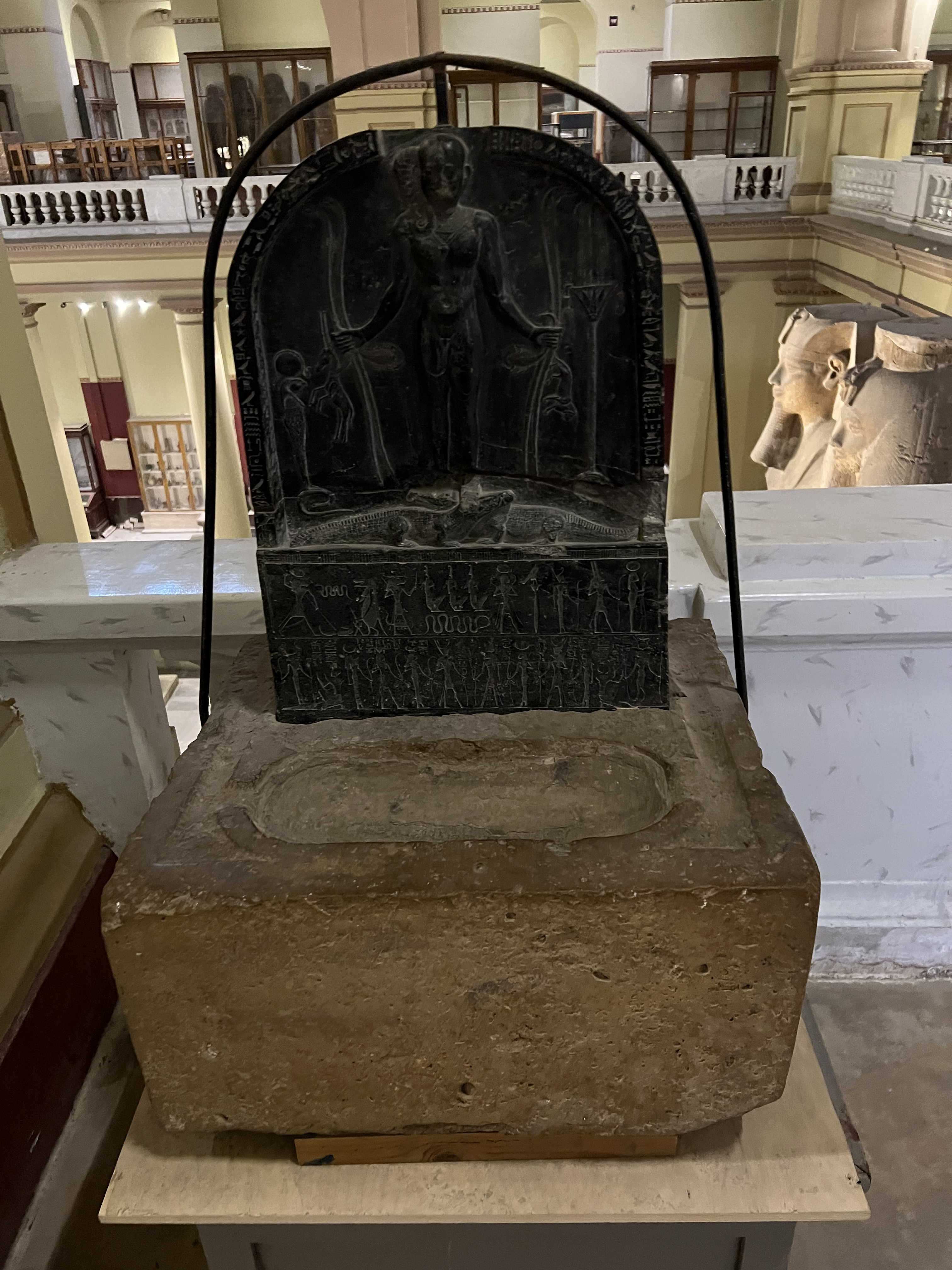
Stèle Banobal (Musée égyptien du Caire)
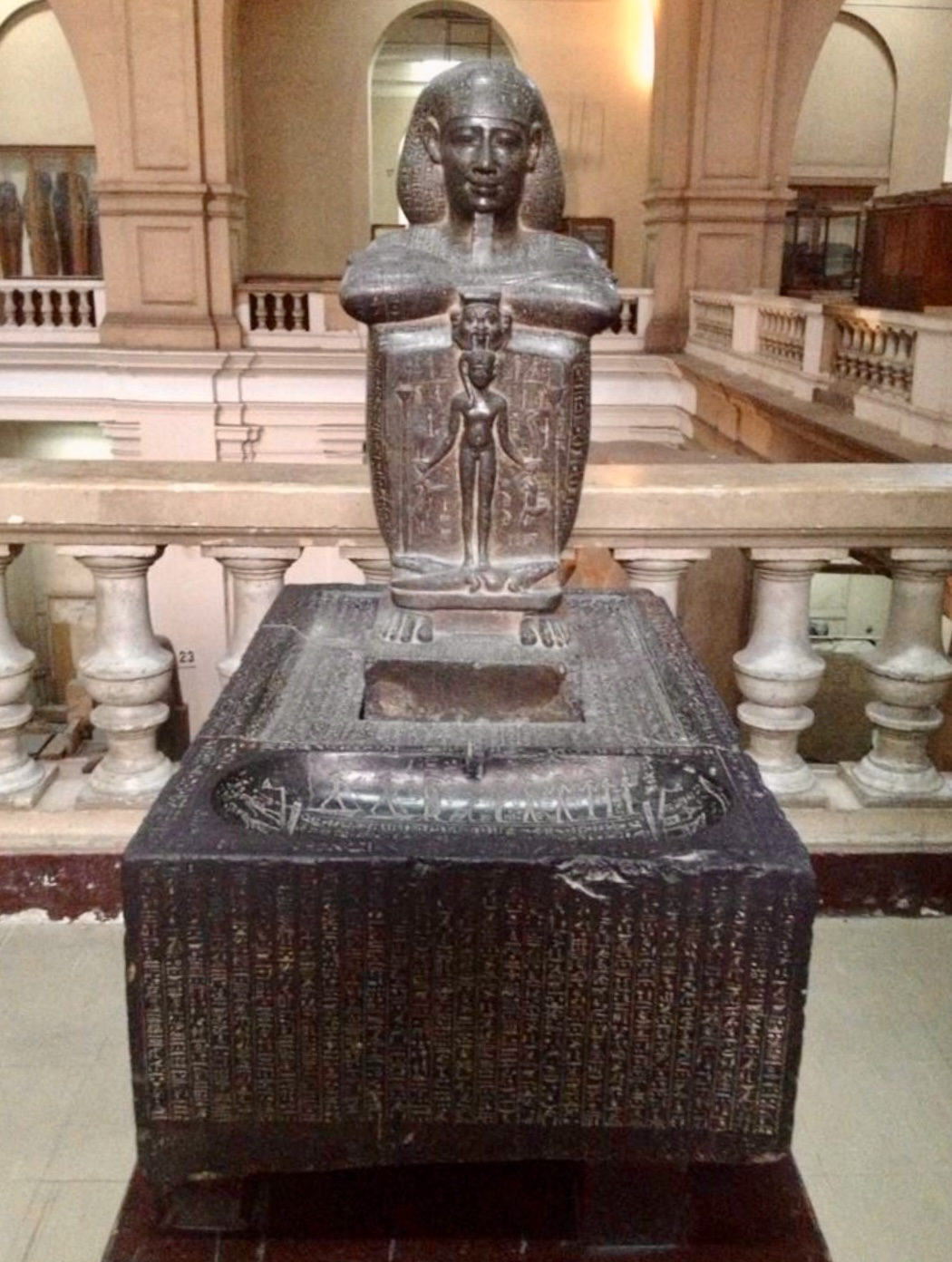
Statue de guérison de Djedhor ( Musée égyptien du Caire)